# Кобелев, Павел Георгиевич
Павел Георгиевич Кобелев  (1894—1940) — советский военачальник, комбриг; Командир ДОН ОГПУ СССР им. Ф. Э. Дзержинского (1924—1928). Начальник Управления войск ОГПУ—НКВД МО и СКО.

## Биография
Родился в 1894 году в Курске в рабочей семье.
С 1915 года участник Первой мировой войны, самокатчик-пулемётчик, воевал на Северо-Западном фронте. В феврале 1917 года был избран депутатом на корпусной съезд от 2-х самокатных рот, с этого момента начал принимать активное участие в работе войсковых комитетов
С 1918 года в войсках ВЧК при СНК РСФСР, участник Гражданской войны, командовал взводом, ротой и отрядом самокатчиков. 6 июля 1918 года активный участник подавления левоэсеровского мятежа в Москве. С 1919 года член ВКП(б), командир Отдельного батальона ВЧК.
С 1921 года командир батальона и полка, с 1924 года командир дивизии особого назначения при Коллегии ОГПУ СССР (с 1926 г. — имени Ф. Э. Дзержинского), был депутатом Моссовета.
С 1935 года после окончания Военно-инженерной академии им. В. В. Куйбышева года начальник войск НКВД Московского округа. С 1938 года начальник войск НКВД СССР Северо-Кавказского округа.
13 декабря 1938 года арестован по обвинению в участии в контрреволюционной заговорщической террористической организации. 24 января 1940 года решением ВКВС приговорён к ВМН — расстрелу, в тот же день приговор приведён в исполнение. 22 сентября 1956 года реабилитирован.

## Награды

### Ордена
- Орден Красного Знамени (1928[5])

### Знаки отличия
- Почетный работник ВЧК-ОГПУ (V) (1922 № 19[6])